# Андреева-Карлайл, Ольга Вадимовна
Ольга Вадимовна Андреева-Карлайл (англ.  Olga Andreyev Carlisle род. 22 января 1930, Париж) — журналистка, переводчица, художница, автор мемуаров.

## Биография
Дочь Вадима Леонидовича Андреева, старшего сына писателя Л. Н. Андреева. Мать — Ольга Викторовна Чернова (урождённая Фёдорова, 1903—1979), приёмная дочь лидера партии эсеров Виктора Чернова.
Родилась в Париже, детство прошло в предместье этого города. В 1951 году вышла замуж за американского писателя и переводчика Генри Карлайла (1926—2011), с 1974 года президента Американского ПЕН-центра. Переехала вслед за мужем в США.  Сначала Карлайлы жили в Нью-Йорке, где Ольга училась живописи у абстрактного экспрессиониста Роберта Мотеруэлла (Robert Motherwell). Затем переехали в Коннектикут, и наконец в 1978 году семья Карлайлов осела в родном городе Генри,  Сан-Франциско. Там Ольга брала уроки у художника Джорджа Харриса. Участвовала в выставках  в Франции и США. Персональные выставки рисунков и живописи прошли в галерее Katia Granoff в Париже в 1965 и 1971 годах.
Автор ряда книг и статей о литературе и искусстве. Сотрудничала  с газетами  «New York Times», «Le Monde diplomatique» и журналами «Vogue», «The Paris Review» и другими. В 1959 году впервые побывала в Советском Союзе,  взяла последнее интервью у Б. Л. Пастернака. Перевела вместе с мужем Г. Карлайлом на английский язык роман «Идиот» Ф. М. Достоевского. Ольга Викторовна была одной из первых переводчиц стихов Осипа Мандельштама из «Камня» и «Tristia» на французский язык. В 1968 году подготовила и выпустила антологию русской поэзии на английском языке Poets on Street Corners. В 1967 в Москве познакомилась с Александром Солженицыным, попросившим её помочь с переводом и публикацией  романа «В круге первом» на Западе. Микрофильм рукописи ранее тайно вывез за границу её отец Вадим Андреев. В июне 1968 года её брат Александр сумел вывезти из СССР  микрофильм книги «Архипелаг ГУЛАГ». В конце 1960 — начале 1970-х Ольга переводила обе книги на английский и способствовала изданию этих произведений. Но после 7 лет сотрудничества прекратила контакты со Солженицыным из-за громкого конфликта с ним.

## Семья
- Сын — Майкл Карлайл (род. 1952, Нью-Йорк)[1].

## Публикации
- Olga Andreyev Carlisle. Voices in the Snow: Encounters with Russian Writers. N.-Y.: Random House. 1962.
- Olga Carlisle. Solzhenitsyn and the secret circle. Routledge & Kegan Paul Books. 1978. 202 p.
- Ольга Андреева-Карлайл. Возвращение в тайный круг. М.: Захаров. 2004. 176 c. (русский перевод),
- Olga Carlisle. Island in Time: A Memoir of Childhood, Daily Life During the Nazi Occupation. 1980.
- Olga Carlisle. Under a New Sky. 1993
- Henry Carlisle, Olga Andreyev Carlisle. The Idealists. Dunne/St. Martin's. 1999. 288 p.
- Olga Andreyev Carlisle. Far from Russia: A Memoir. 2000.